# Eburia chemsaki
Eburia chemsaki là một loài bọ cánh cứng trong họ Cerambycidae.